# Nachwuchswertung (Giro d’Italia)
Die Nachwuchswertung des Giro d’Italia wird seit 1976 ausgetragen. In dieser Wertung werden alle Fahrer geführt, die 25 Jahre alt oder jünger sind. Zur Ermittlung dient der Stand in der Gesamtwertung.
Der Führende der Nachwuchswertung nach einer Etappe trägt auf dem nächsten Abschnitt das Wertungstrikot Maglia Bianca (dt. Weißes Trikot).
Erster Sieger der Nachwuchswertung war beim Giro d’Italia 1976 der Italiener Alfio Vandi. Der Ukrainer Wolodymyr Pulnikow und der Russe Pawel Tonkow konnten die Wertung jeweils zweimal für sich entscheiden. 1994 schaffte es Jewgeni Bersin zum ersten Mal gleichzeitig die Gesamtwertung für sich zu entscheiden. Das war auch gleichzeitig das vorerst letzte Mal, dass die Nachwuchswertung ausgetragen wurde. Für den Giro d’Italia 2007 wurde diese Wertung wieder eingeführt. Die Intergiro-Wertung wurde dafür abgeschafft. Beim Giro 2014 gelang es dem Kolumbianer Nairo Quintana als zweitem Fahrer, gleichzeitig Nachwuchs- und Gesamtwertung zu gewinnen. 2020 und 2021 gelang dies ebenfalls Tao Geoghegan Hart und Egan Bernal.
Die einzigen Fahrer, die nach dem Sieg in der Nachwuchswertung in einem anderen Jahr auch die Gesamtwertung für sich entscheiden konnten, waren die Italiener Roberto Visentini (1978 bzw. 1986) und Pawel Tonkow (1993 bzw. 1996).

## Palmarès
- 1976  Alfio Vandi
- 1977  Mario Beccia
- 1978  Roberto Visentini
- 1979  Silvano Contini
- 1980  Tommy Prim
- 1981  Giuseppe Faraca
- 1982  Marco Groppo
- 1983  Franco Chioccioli
- 1984  Charly Mottet
- 1985  Alberto Volpi
- 1986  Marco Giovannetti
- 1987  Roberto Conti
- 1988  Stefano Tomasini
- 1989  Wolodymyr Pulnikow
- 1990  Wolodymyr Pulnikow
- 1991  Massimiliano Lelli
- 1992  Pawel Tonkow
- 1993  Pawel Tonkow
- 1994  Jewgeni Bersin
- 1995–2006 nicht vergeben
- 2007  Andy Schleck
- 2008  Riccardo Riccò
- 2009  Kevin Seeldraeyers
- 2010  Richie Porte
- 2011  Roman Kreuziger
- 2012  Rigoberto Urán
- 2013  Carlos Betancur
- 2014  Nairo Quintana
- 2015  Fabio Aru
- 2016  Bob Jungels
- 2017  Bob Jungels
- 2018  Miguel Ángel López
- 2019  Miguel Ángel López
- 2020  Tao Geoghegan Hart
- 2021  Egan Bernal
- 2022  Juan Pedro López
- 2023  João Almeida
- 2024  Antonio Tiberi
- 2025  Isaac Del Toro

Legende:  – gleichzeitig Sieger der Gesamtwertung